# Listă de ziare din Italia
Aceasta este o listă de ziare din Italia
- Calabria Ora
- Corriere della Sera
- Gazzetta del Sud
- Il Quotidiano della Calabria
- L'Unità
- La Gazzetta dello Sport
- La Repubblica